# Список дипломатических и консульских представительств в Таджикистане

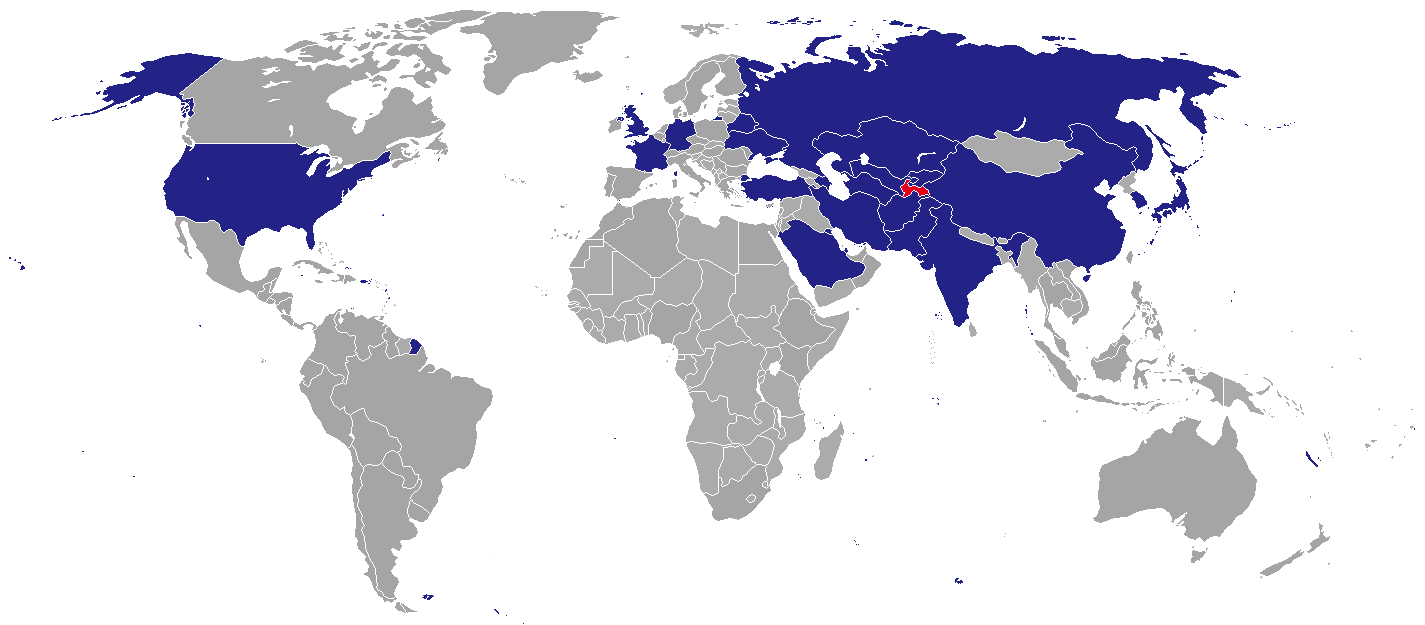
Карта дипломатических миссий в Таджикистане

Это список дипломатических миссий в Таджикистане. В настоящее время в столице Душанбе находятся посольства 22 государств. Также в стране имеются консульства двух государств.

## Посольства
Абсолютно все посольства иностранных государств в Таджикистане находятся в столице страны — Душанбе. По состоянию на 2016 год, в Таджикистане имеются посольства следующих государств.
| - Азербайджан - Афганистан - Беларусь - Великобритания - Германия - Индия - Иран - Казахстан - Катар - Кыргызстан - Китай | - Пакистан - Республика Корея - Россия - Саудовская Аравия - США - Туркменистан - Турция - Узбекистан - Украина - Франция - Япония |

## Официальные представительства
В Душанбе:
- Европейский союз

Примечание: Не отображены официальные представительства остальных международных организаций, таких как ООН, СНГ, ШОС, ОДКБ и т.п.

## Генеральные консульства/консульства
В Худжанде:
- Россия

В Хороге:
- Афганистан

## См.также
- Список дипломатических миссий Таджикистана
- Внешняя политика Таджикистана